# Museo Würth La Rioja
El Museo Würth La Rioja es un museo de arte contemporáneo emplazado en el polígono industrial El Sequero, en el término municipal de Agoncillo (La Rioja, España), perteneciente a la multinacional industrial alemana Würth. El Museo forma parte del complejo económico-cultural del Grupo Würth en Agoncillo, que incluye el Centro Logístico de la empresa y un edificio social y cultural. Los fondos museísticos pertenecen a las colecciones Würth de España y Alemania.

## Historia
La Colección Würth de Alemania nació en la década de los años 1960 y comprende actualmente más de 11 000 piezas. Gracias a la iniciativa del industrial, coleccionista privado y mecenas artístico Reinhold Würth, dueño del Grupo Würth y apodado informalmente el rey de los tornillos, la Colección se exhibió inicialmente en el museo Würth, en la sede principal de la compañía en la localidad alemana de Künzelsau (estado de Baden-Württemberg), y desde 2001, en la Kunsthalle Würth, ubicada en Schwäbisch Hall.
La construcción del complejo Würth en las parcelas 86, 87 y 88 del polígono industrial El Sequero en la localidad riojana de Agoncillo, próxima a Logroño, se inició el 8 de mayo de 2003 con la celebración del acto de colocación de la primera piedra. El 7 de septiembre de 2005 tuvo lugar la ceremonia de inauguración del Centro Logístico, el mayor de la compañía en España, destinado a la distribución de productos en toda la zona norte del país, y el 16 de marzo de 2007 se presentó oficialmente el edificio social. Finalmente, el 7 de septiembre de 2007 tuvo lugar la inauguración del Museo, en un acto al que asistieron Reinhold Würth y el presidente de la Comunidad Autónoma de La Rioja, Pedro Sanz Alonso.

## Arquitectura y fondos

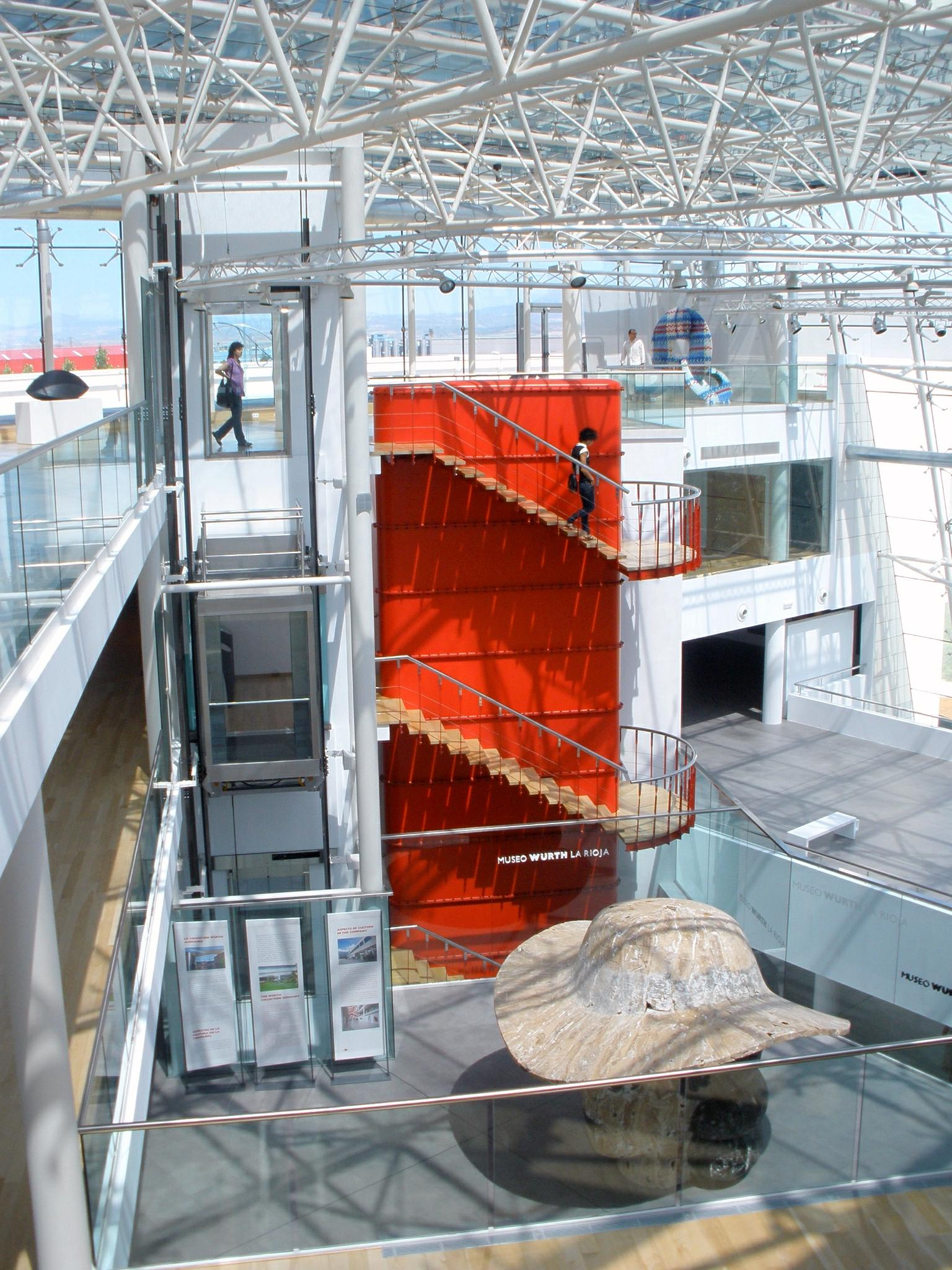
Aspecto del interior del Museo.

El edificio que acoge el museo Würth La Rioja, cuyo proyecto básico correspondió a la firma de ingeniería y arquitectura Master S.A. y su desarrollo a Ingeniería Torrella, es un exponente de la arquitectura de vanguardia característica del Grupo Würth. Destaca la cubierta de vidrio que, con una superficie de 1400 m², emplea un innovador sistema de fijación de la placas acristaladas. El empleo sistemático del vidrio en las cubiertas y las superficies verticales hace del interior un espacio particularmente diáfano y luminoso. El exterior es un entorno ajardinado y acuático jalonado por obra escultórica incluida entre los fondos del Museo, solución paisajística que armoniza con la parte edificada.
Los 6000 m² de superficie útil repatidos entre la planta baja, una subplanta y dos sobreplantas más azotea acogen, además de las salas de exposiciones, salas de reuniones, oficinas, un auditorio, una sala de audiovisuales, un aula didáctica y una tienda-librería-cafetería donde se pueden adquirir los catálogos de las exposiciones temporales, otras publicaciones especializadas y como una amplia oferta de artículos de diseño y regalo. 
La Colección Würth España cuenta entre sus fondos actuales con obras de creadores como Richard Deacon, Jaume Plensa, Manolo Valdés, Ramón Cerezo, Darío Urzay, Blanca Muñoz, Koldobika Jáuregui, Miquel Barceló, José Manuel Ballester, Xavier Mascaró y Miquel Navarro. Son piezas artísticas emblemáticas del Museo la monumental escultura, al aire libre, Calibres, Book of Tools, de Navarro (2006), y, en el interior, Lillie, de Valdés (2006). Además de los fondos permanentes, parte de las instalaciones recogen exposiciones temporales. Desde la inauguración en 2007, se han expuesto: Figura Humana y Abstracción. Esculturas de los siglos XX y XXI. Colección Würth Alemania y España (septiembre de 2007 a abril de 2008); Mundos, cuerpo y alma, de José Guimarães (mayo de 2008 a noviembre de 2008); Vicente Gallego: Pintura, escultura y dibujo (octubre de 2008 a diciembre de 2008); Gao Xingjian: Después del Diluvio / After the Deluge (diciembre de 2008 a mayo de 2009); 269.429 minutos, de José Carlos Balanza (febrero de 2009 a abril de 2009); DDiArte: Corpvs, de Zé Diogo y Diamantino Jesús (de julio de 2009 a octubre de 2009); y Christo and Jeanne-Claude (de julio de 2009 a marzo de 2010).
El programa de actividades culturales y didácticas del Museo Würth están dirigidas exclusivamente a público infantil y con necesidades especiales. Celebra asimismo conciertos musicales.

## Galería de imágenes

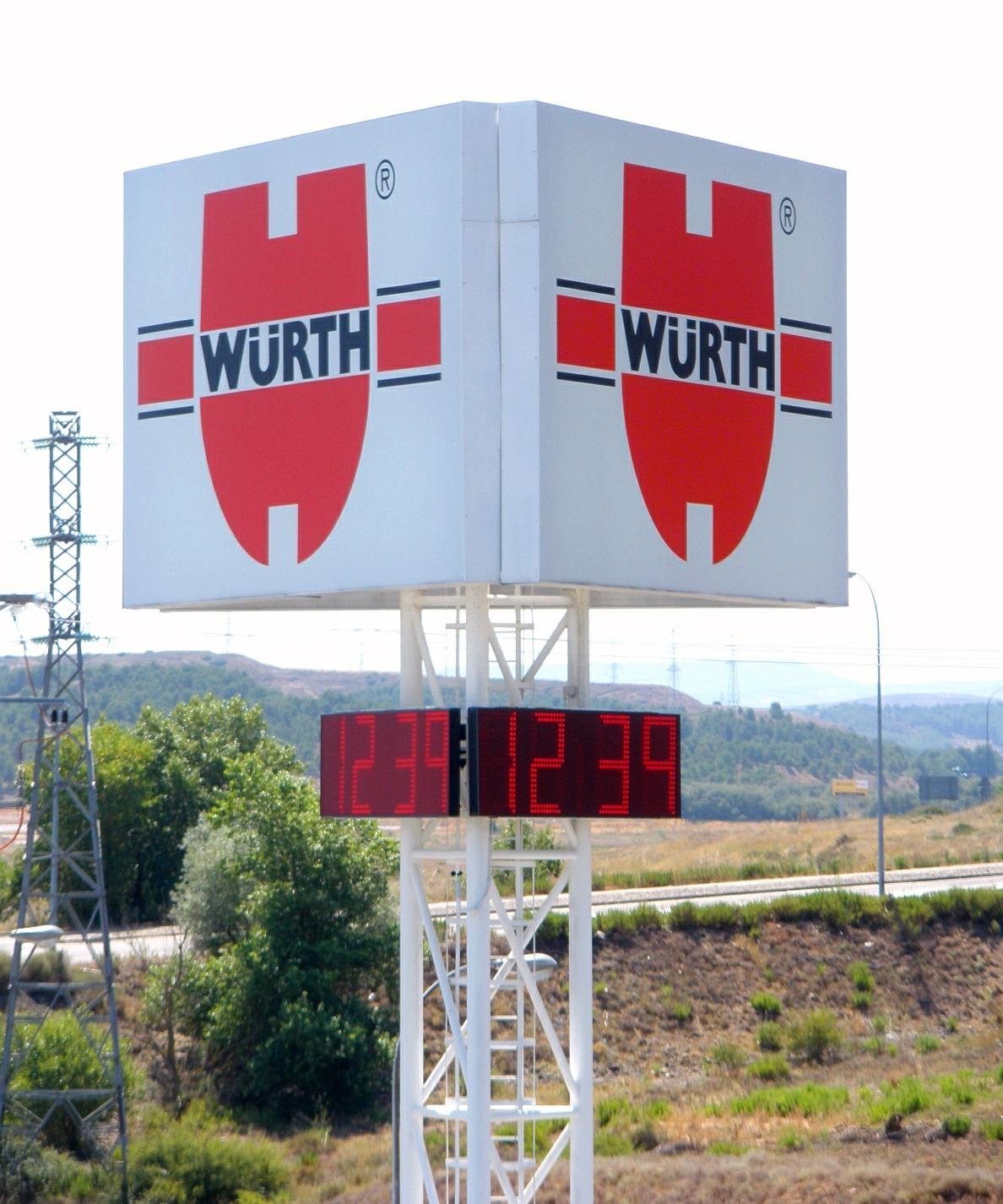
Cartel-reloj
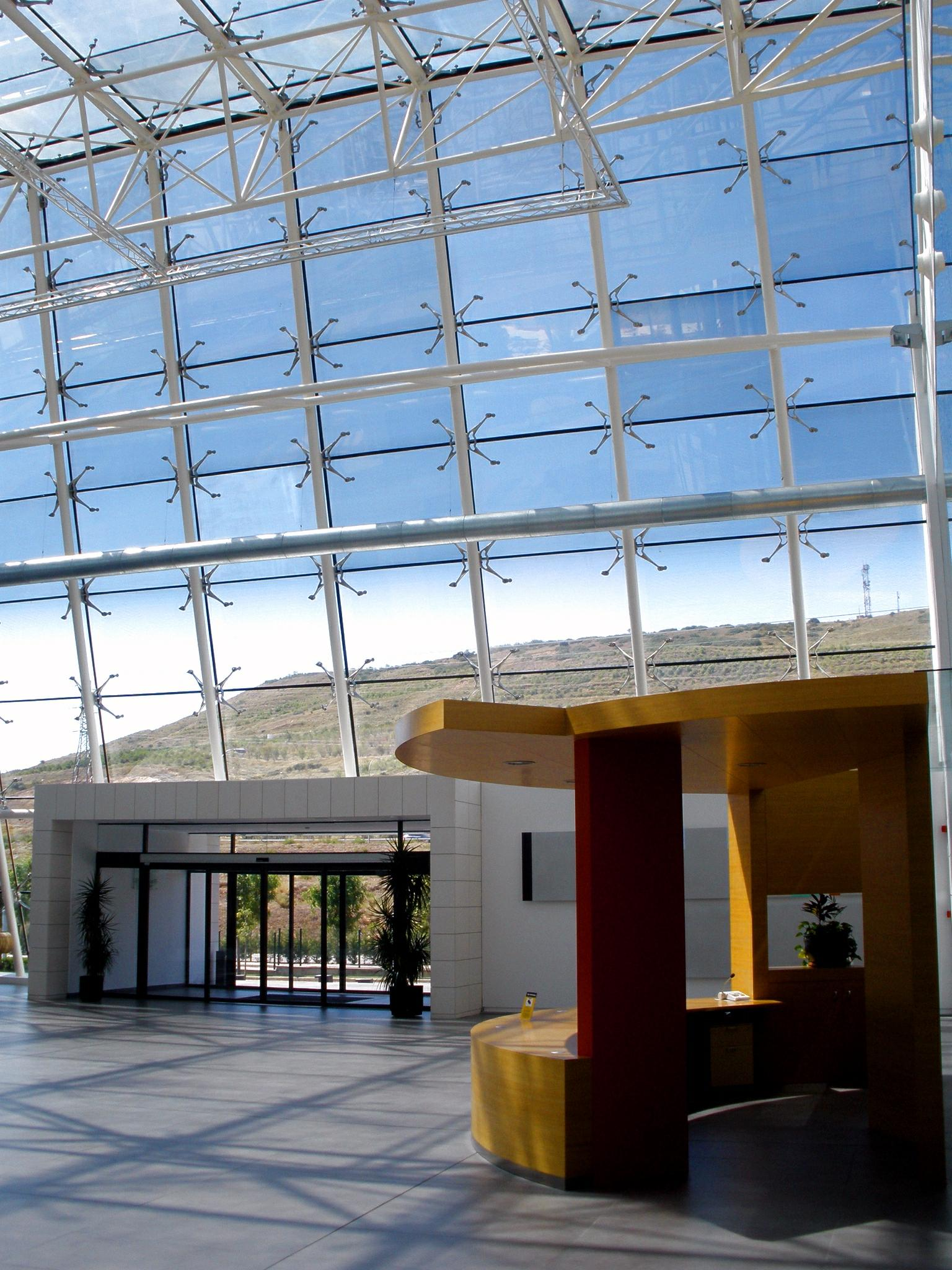
Interior, planta baja
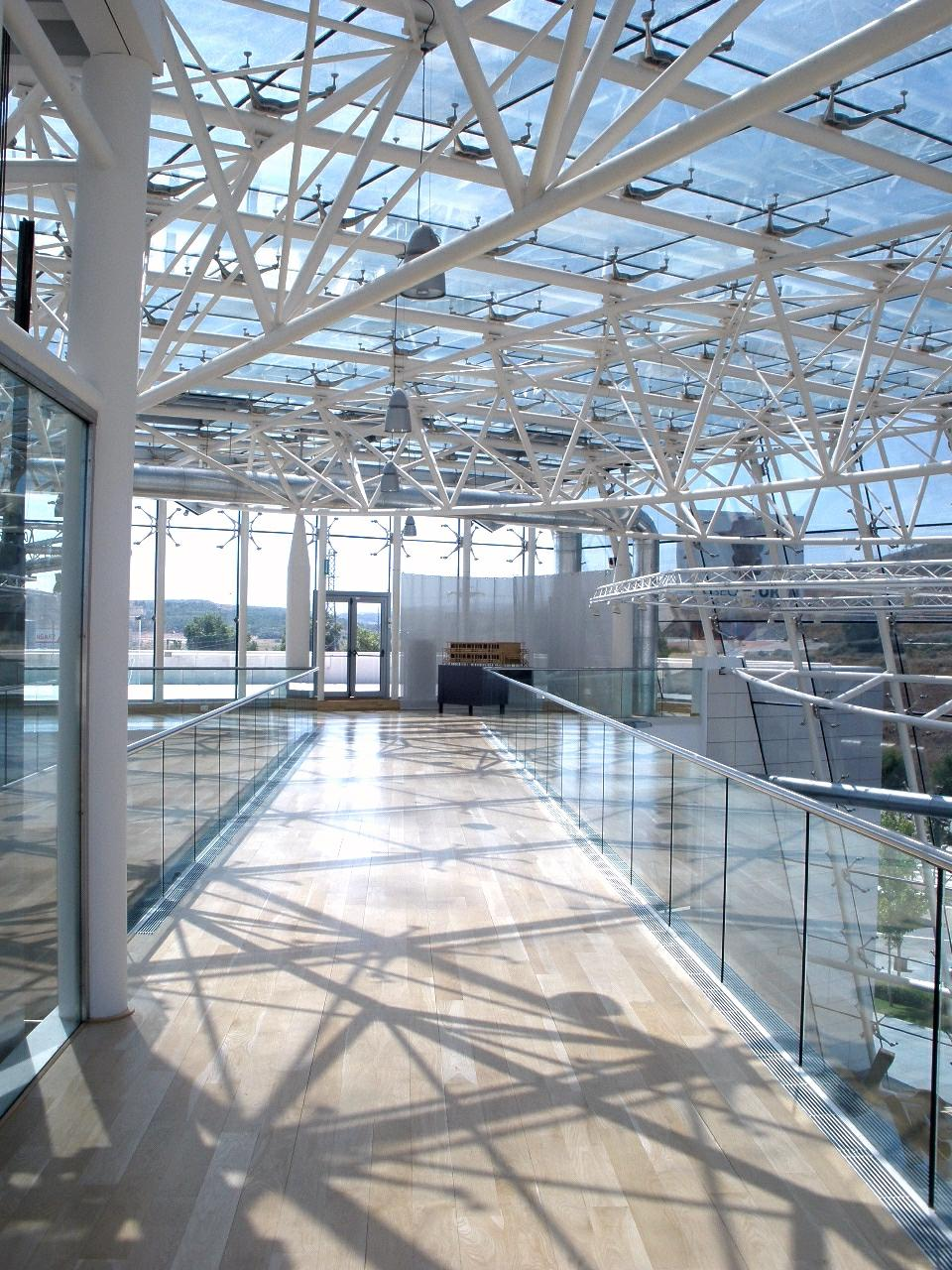
Interior, segunda planta
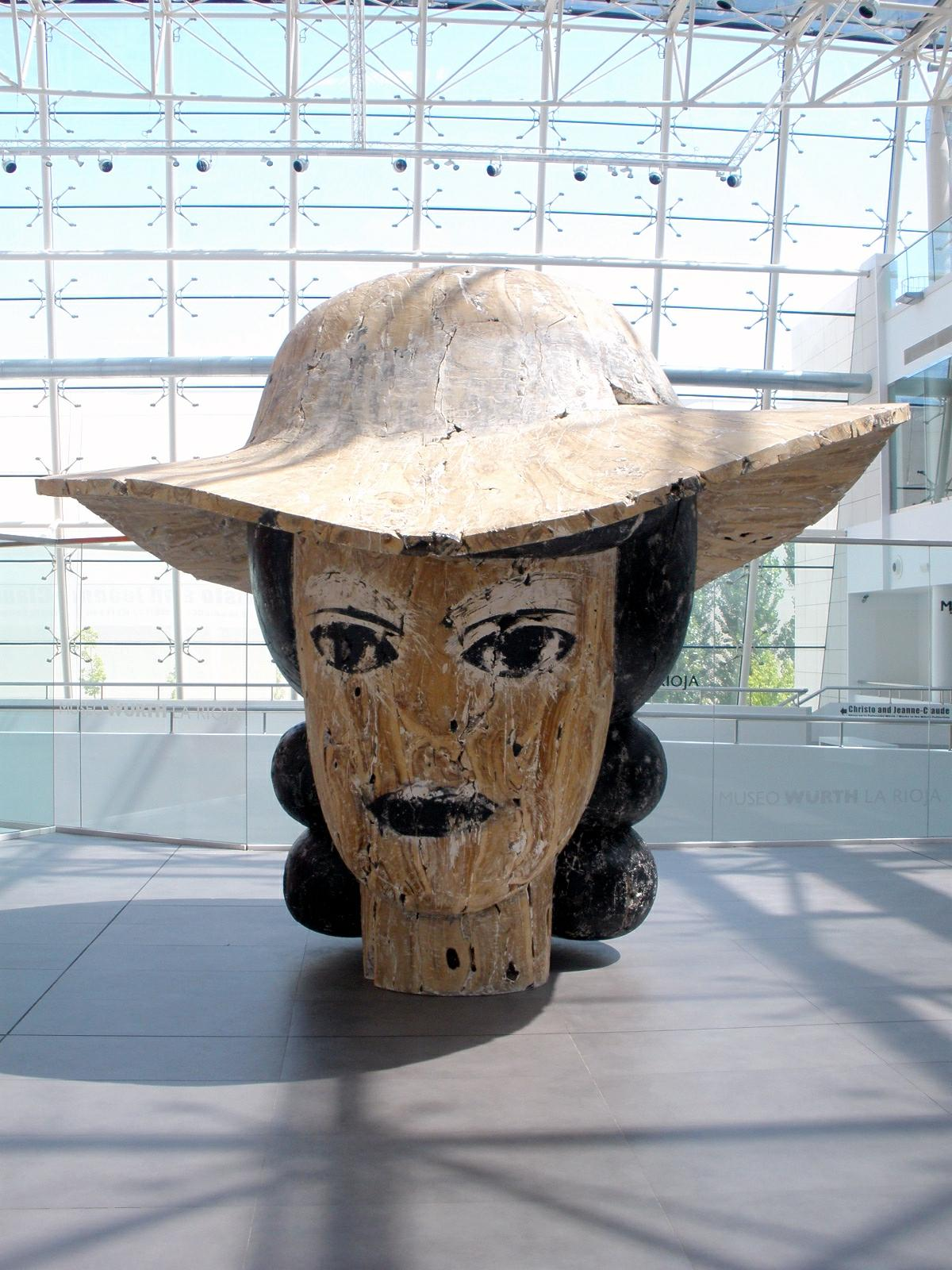
Lillie, de Manolo Valdés
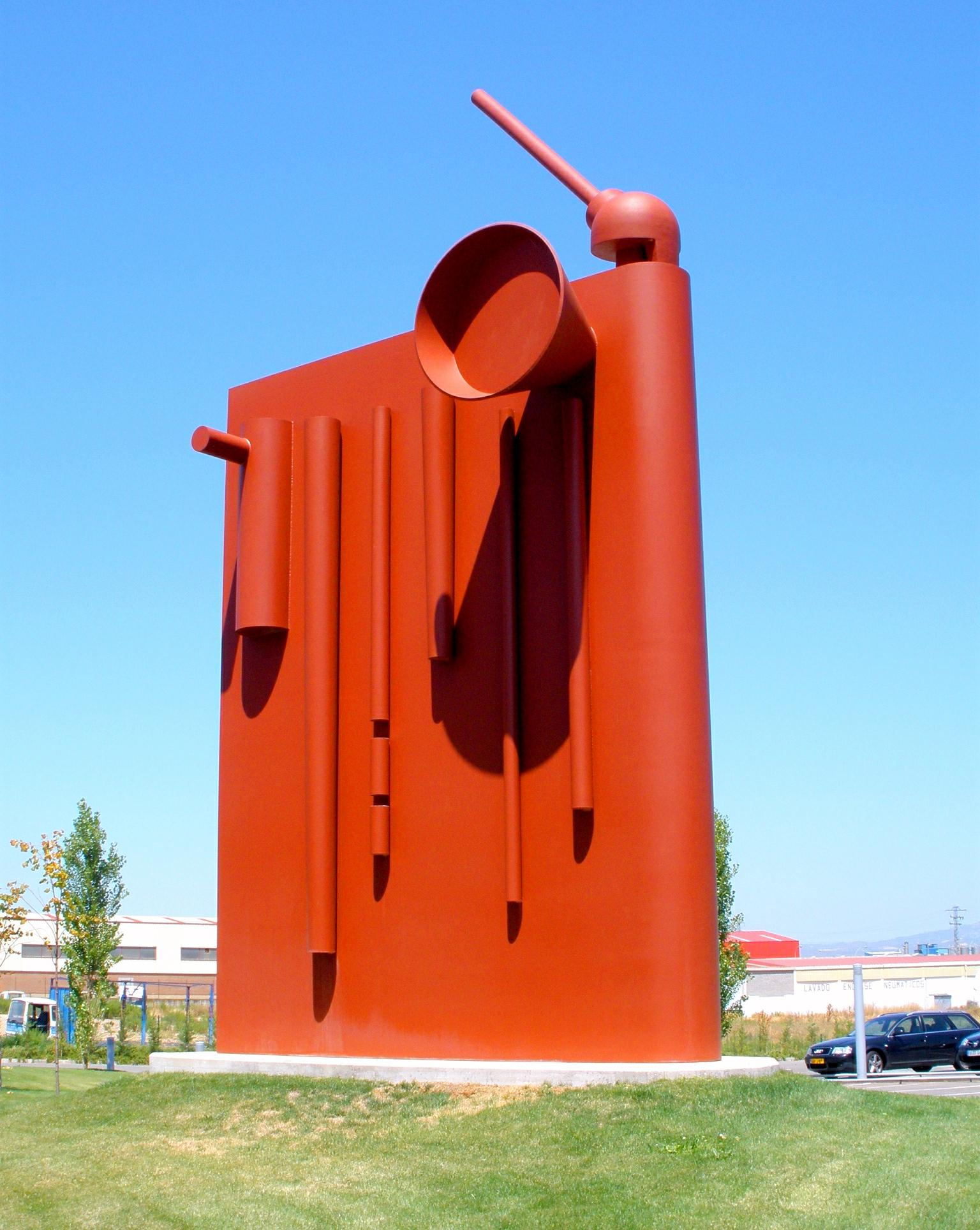
Calibres, Book of Tools, de Miquel Navarro
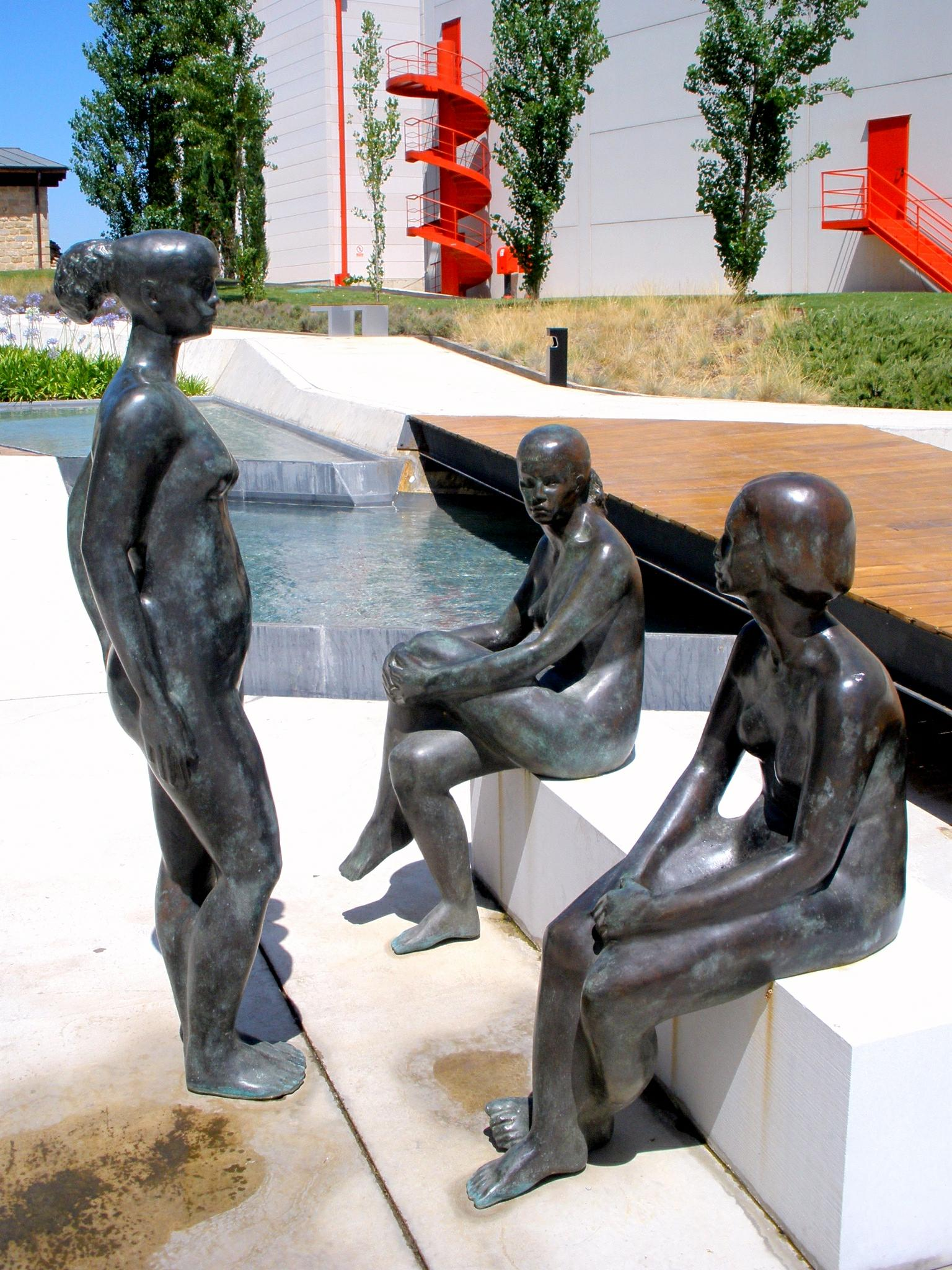
Jardines exteriores